# Justus van Huysum (II)

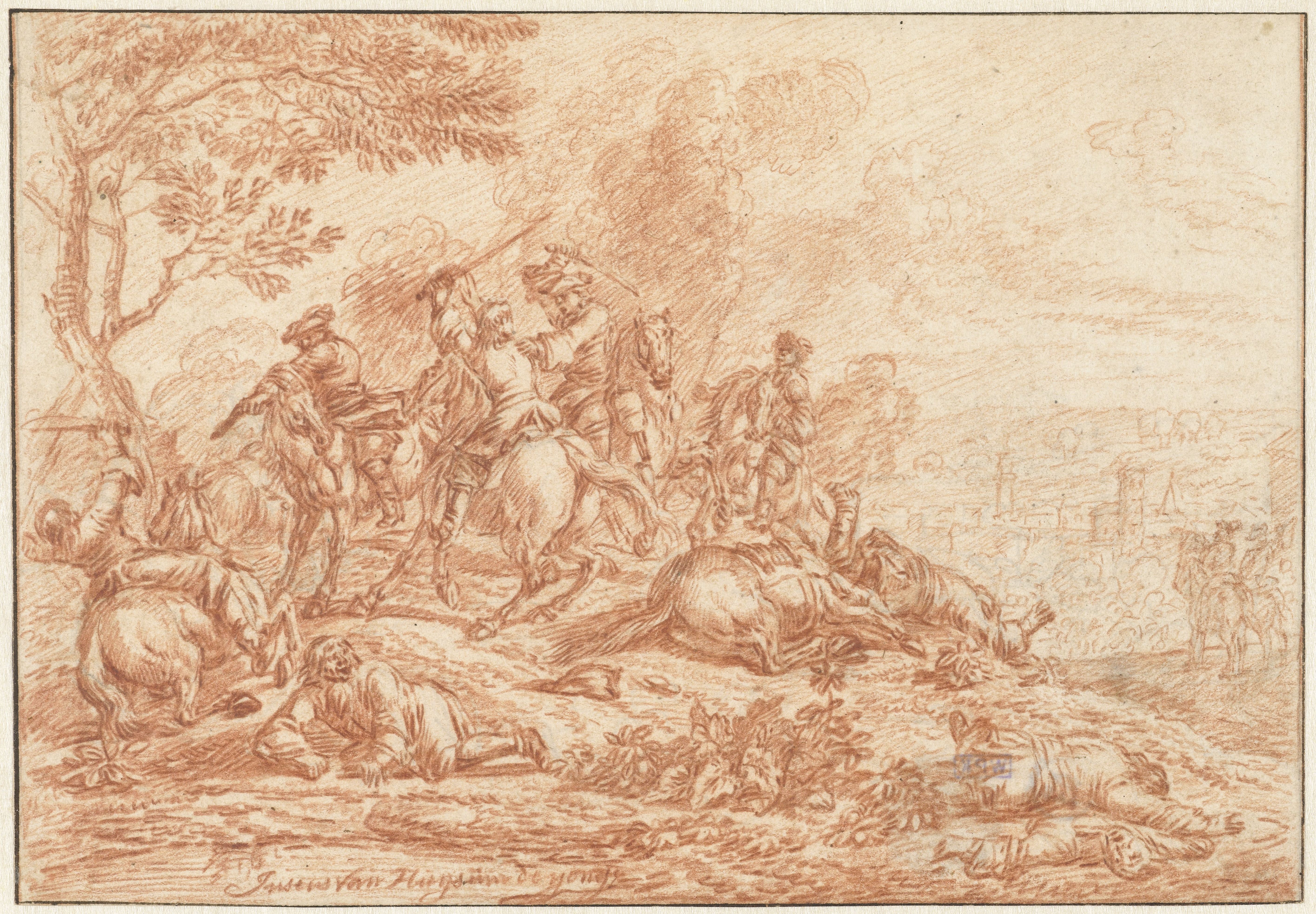
Ruitergevecht. (Justus van Huysum (II))

Justus van Huysum (II) (Amsterdam, gedoopt op 19 augustus 1685 - aldaar, begraven op 2 november 1707) was een Noord-Nederlands kunstschilder en tekenaar.
Hij was een zoon van Justus van Huysum (I) en zijn eerste vrouw Margrieta Rus (1660-1689), en een jongere broer van Jan van Huijsum (II), die een belangrijk schilder van bloemstillevens werd. Justus werd door zijn vader opgeleid.
Van 1704 tot zijn overlijden in 1707 werkte hij in Amsterdam, voornamelijk in het atelier van zijn vader. Hij schilderde bloem- en fruitstillevens, vaak in samenwerking met andere leden van het atelier. Er zijn echter geen eigen schilderijen van zijn hand bewaard  gebleven, en hij is alleen nog bekend als een bekwame tekenaar. Zijn tekeningen betreffen soldatenscenes.
Hij overleed op jonge leeftijd in 1707 en werd begraven in zijn geboortestad Amsterdam. 
- Biografisch Portaal: 38050158
- RKD-Nederlands Instituut voor Kunstgeschiedenis: 91977